# Myoko Naganuma
Myoko Naganuma (長沼妙佼; Saitama, 25 de dezembro de 1889 – Tóquio, 10 de setembro de 1957) foi a co-fundadora e primeira Vice-Presidente de Risho Kossei-kai.

## Envolvimento em Risshō Kōsei Kai
A Sra. Naganuma conheceu o Sr. Nikkyō Niwano porque ele entregou leite em sua casa. Naquela época, ela estava doente e ele a encorajou a ter fé nos ensinamentos do Sutra de Lótus e a praticar o Budismo Reiyūkai. Ela o fez e sua saúde melhorou, depois disso ela começou a trabalhar com o Sr. Niwano no campo missionário. Os dois se tornaram amigos íntimos, apesar da diferença de idade entre os dois, a Sra. Naganuma sendo dezessete anos mais velha. Em 1938, os dois participaram de uma reunião Reiyūkai onde a liderança fez comentários sobre o Sutra de Lótus estar desatualizado. Ambos concordaram que não poderiam pertencer a um grupo que tivesse tais pontos de vista. Eles decidiram fundar Risshō Kōsei Kai e em 5 de março de 1938 realizaram a reunião de fundação na casa do Sr. Niwano. Ela se tornou a vice-presidente e era conhecida por ser capaz de receber mensagens do mundo espiritual e por ser muito devotada à fé. Ela apoiou o Rev. Niwano e Risshō Kōsei Kai, viajando com ele e dando orientação aos membros.

## Doença, morte e legado
Nos últimos anos, sua saúde piorou. Ela desenvolveu catarata a ponto de quase ficar cega. Ela também ficaria acamada por semanas a fio. Então, em 1948, ela foi operada para câncer de mama.
Em 1957 ela adoeceu gravemente a ponto de não conseguir dormir à noite sem injeções, porém suas veias logo endureceram, dificultando seu recebimento.
Ao mesmo tempo, ela continuou a viajar amplamente pelo Japão, visitando filiais e dando orientação aos membros. O Sr. Niwano reduziu suas atividades como presidente e esteve com ela durante seus últimos dias. Pouco antes de sua morte, ela sofreu um coágulo sanguíneo no cérebro e nunca se recuperou.
A Sra. Naganuma morreu em 10 de setembro de 1957 e foi sepultada no Cemitério Kosei. Em seu funeral, milhares de membros vieram prestar suas homenagens. Em homenagem a ela, o ideograma de "Ko" em Kosei foi alterado para "ko" em Myoko. Ela ainda é altamente considerada e respeitada pelos membros da Risshō Kōsei Kai e sua foto, junto com a de Nikkyō Niwano, aparece em todos os altares da igreja. Em 2000, Nichiko Niwano, o atual líder de Risshō Kōsei Kai, concedeu-lhe o título póstumo de "Grande Bodhisattva da Compaixão".